# ماسیمیلیانو آلگری
ماسیمیلیانو آلگری (انگلیسی: Massimiliano Allegri؛ زادهٔ ۱۱ اوت ۱۹۶۷) بازیکن پیشین و سرمربی کنونی فوتبال اهل ایتالیا است. وی هم اکنون هدایت باشگاه فوتبال آ.ث. میلان را برعهده دارد.
آلگری در دوران بازی در پست هافبک بازی می‌کرد؛ او برای باشگاه‌های مختلفی در ایتالیا به میدان رفت و سابقه بازی چندان درخشانی نداشت. او دوران مربیگری خود را در سال ۲۰۰۳ و با تیم‌های کوچکتر آغاز کرد؛ پس از آن او موفق شد تیم ساسولو را به قهرمانی سری سی۱ برساند و نقشی کلیدی در صعود این تیم به سطوح بالای فوتبال ایتالیا ایفا کرد؛ پس از آن او هدایت کالیاری را بر عهده گرفت و موفق شد آن‌ها را به بهترین جایگاه خود در سری آ در حدود ۱۵ سال اخیر برساند و جایزه نیمکت طلایی را به عنوان  بهترین مربی سری آ در سال ۲۰۰۹ کسب کند. آلگری در سال ۲۰۱۰ هدایت آ.ث. میلان را بر عهده گرفت و تا ژانویهٔ ۲۰۱۴ هدایت این تیم را بر عهده داشت؛ در فصل ۱۱–۲۰۱۰، او موفق شد تیم میلان را پس از ۷ سال، به مقام قهرمانی سری آ برساند. (میلان آخرین بار در سال ۰۴–۲۰۰۳ قهرمان سری آ شده بود)
در سال ۲۰۱۴، آلگری به عنوان سرمربی یوونتوس معرفی شد؛ او موفق شد چهار فصل پیاپی دوگانهٔ داخلی را کسب کند و تبدیل به تنها مربی در ۵ لیگ معتبر اروپایی شود که موفق به انجام این کار می‌شود. او هم‌چنین دو بار یوونتوس را به فینال لیگ قهرمانان اروپا رساند اما در هر دو فینال شکست خورد. وی در فهرست ۱۰نفره نامزدهای جایزه بهترین مربی سال فیفا در سال ۲۰۱۵ قرار گرفت. آلگری سرانجام در سال ۲۰۱۹ از هدایت یوونتوس کنار گذاشته شد؛ او در حالی یوونتوس را ترک کرد که با پیروزی در ۷۰٫۴ درصد بازی‌ها، رکورد بیش‌ترین درصد پیروزی را در تاریخ یوونتوس به خود اختصاص داده بود.
او در سال ۲۰۲۱ و پس از دو سال دوری از مربی‌گری، به یوونتوس بازگشت.
او به دلیل سبک تدافعی و نوع بازی چشم نواز و خاصی که ارائه میدهد با عناوین و القابی همچون شطرنج باز یا تئوریسین بزرگ مشهور است. از وی همچنین به عنوان یکی از برترین مربیان حال حاضر فوتبال نیز نام می برند. سبک بازی تیم های ماسیمیلیانو آلگری اصولا بر پایه تخریب تاکتیک تیم حریف بنا شده است. الگری اساسا سرمربی و رهبری کاملا نتیجه گرا است و نظم نوین خاصی در سبک بازی تیم های این شخص دیده میشود.

## افتخارات

### به عنوان بازیکن
آگلیانس
- سری دی(۱): ۰۲–۲۰۰۱

### به عنوان مربی
ساسولو
- سری سی(۱): ۰۸–۲۰۰۷

آ.ث. میلان
- سری آ(۱): ۱۱–۲۰۱۰
- سوپر جام فوتبال ایتالیا(۱): ۲۰۱۱

یوونتوس
- سری آ(۵): ۱۵–۲۰۱۴، ۱۶–۲۰۱۵، ۱۷–۲۰۱۶، ۱۸–۲۰۱۷، ۱۹–۲۰۱۸
- جام حذفی فوتبال ایتالیا(۵): ۱۵–۲۰۱۴، ۱۶–۲۰۱۵، ۱۷–۲۰۱۶، ۱۸–۲۰۱۷، ۲۴–۲۰۲۳
- سوپر جام فوتبال ایتالیا(۲): ۲۰۱۵، ۲۰۱۸
- لیگ قهرمانان اروپا: ۱۵–۲۰۱۴، ۱۷–۲۰۱۶ (نایب قهرمان)